# Jean-Louis Denis
Jean-Louis Denis, dit Jean-Louis le soumis est un prédicateur de rue islamiste belge né en 1974 à Londerzeel. Il a été à la tête de l'aile bruxelloise de l'organisation takfiriste Sharia4Belgium.

## Biographie
Jean-Louis Denis est élevé dans une caravane par un père d'origine tsigane joueur professionnel[De quoi ?] et une mère dame-pipi. Il arrête l'école dès l'âge de seize ans et devient vendeur de hamburger aux abords du stade de football du RSC Anderlecht. Devenu dépendant au jeu et à l'alcool, Jean-Louis Denis apparaît déguisé pour témoigner sur un plateau de France 2 dans une émission de Jean-Luc Delarue consacrée à l'addiction au jeu,.

### Conversion et médiatisation
Après une jeunesse dissolue, Jean-Louis Denis se convertit à l'islam en 2005 à la suite de la rencontre d'un plongeur musulman dans une brasserie au sein de laquelle il est cuisinier, et devient l'une des figures du fondamentalisme musulman en Belgique. Dès 2009, il est surveillé par la police.
Il est arrêté à Molenbeek-Saint-Jean lors d'émeutes en 2012, provoquées par Fouad Belkacem de Sharia4Belgium. Personnage exalté, Jean-Louis Denis est alors au centre de l'attention médiatique, au désespoir de sa mère qui le supplie de rester plus discret. Il fait l'objet de plusieurs reportages dans lesquels on le voit prêcher à la sortie des mosquées.

### Condamnation et déradicalisation
Condamné en 2016 (il est reconnu coupable de diffusion de propagande djihadiste. Selon le Tribunal, il aurait endoctriné et recruté de jeunes musulmans de Bruxelles pour combattre en Syrie), il est resté cinq ans (de décembre 2013 à décembre 2018), jour pour jour (sans un jour de congé pénitentiaire ni libération conditionnelle), en prison, dans la partie spéciale Deradex (« déradicalisation ») de la prison d'Ittre. Une section dont il considère qu’elle n’est qu’un endroit de « torture psychologique » et qu’elle « ne fait que renforcer les gens dans leurs convictions ». Son long séjour n'a pas changé les positions radicales du prédicateur.

### Sortie de prison et réinsertion
Depuis sa libération en 2018, Jean-Louis Denis vit chez sa mère malade à Londerzeel en Flandre. La chaîne de télévision française RMC Story consacre un reportage Strip-tease (nouvelle formule) à cet homme « qui donne sa vie à Allah ». Il tente de suivre des cours de néerlandais, obligatoires pour les demandeurs d'emploi. Par ailleurs, il reste très actif sur les réseaux sociaux.
En décembre 2019, la bourgmestre de Molenbeek Catherine Moureaux publie une ordonnance de police d'interdiction de territoire sur la commune. Elle justifie : « Jean-Louis Denis n’a rien à faire dans notre commune. Ce monsieur continue à tenir des propos haineux dont il faut protéger nos jeunes. Vu son passé d’agitateur dans notre commune, je prends mes responsabilités afin d’éviter tout trouble à l’ordre public,. »
En février 2023, Jean-Louis Denis est arrêté pour excès de vitesse à Tourou, près de Parakou au Bénin. Il est expulsé immédiatement du pays par le procureur spécial de la Cour de répression des infractions économiques et du terrorisme (Criet). 
En janvier 2025, il annonce sa hijra en Afghanistan par le biais d'une vidéo postée sur YouTube.
Les convictions religieuses de Jean-Louis Denis sont proches de celles du groupe terroriste État islamique.